# کیهان بچه‌ها
کیهان بچّه‌ها مجلّه‌ای ویژهٔ کودکان است که مؤسسهٔ کیهان آن را به عنوان قدیمی‌ترین مجلّهٔ کودک و نوجوان ایران از تاریخ پنج‌شنبه ششم دی‌ماه سال ۱۳۳۵ در تهران منتشر کرده‌ است. نخستین سردبیر این نشریه، نویسندهٔ معاصر جعفر بدیعی بود. این هفته‌نامه از سال ۱۳۵۷ و بعد از پایان اعتصابات سراسری مطبوعات، سری جدید خود را آغاز کرد. جعفر بدیعی صاحب‌امتیاز و سردبیر و عباس یمینی شریف مشاور این مجلّه بودند.
سکان هدایت کیهان بچّه‌ها از سال ۱۳۶۱ تا سال ۱۳۹۲ بر عهدهٔ امیرحسین فردی بود که توانست با فراخوان نویسندگان کودک و نوجوان از هر طیف، سن و سلیقه، دوران درخشان این هفته‌نامه را خلق کند که تربیت بسیاری از نویسندگان پرتوان و خلق بسیاری آثار فاخر حوزهٔ کودک و نوجوان، یادگار آن دوران بوده‌ است.
داستان‌های دنباله‌دار برای کودکان و داستان‌های مصور و جدولِ کودکان از قسمت‌های جالب این مجلّه بود. ضمیمهٔ شاپرک که مخصوص خردسالان است نیز همراه کیهان بچّه‌ها و در صفحات میانیِ آن چاپ می‌شود.

## همکاران
هنرمندان، نویسندگان، شاعران و تصویرگران بسیاری با کیهان بچّه‌ها همکاری داشته و دارند:
عباس یمینی شریف، جعفر بدیعی، امیرحسین فردی، حمید عاملی، محمدحسین صلواتیان، علی دانشور، حمید ریاضی، رسول فلاح‌پور، مریم فردی، وحید نیکخواه آزاد، داریوش نوروزی، سوسن طاقدیس، ناصر کشاورز، شکوه قاسم‌نیا، هوشنگ مرادی کرمانی، محمدرضا شمس، عبدالرحمن دیه‌جی، جعفر ابراهیمی(شاهد)، مصطفی رحماندوست، طیبه صالحی، افسانه شعبان‌نژاد، مرتضی امین‌الرعایا، محمدرضا سرشار، مجید راستی، محمدعلی بنی‌اسدی، بیژن شهرامی، بهمن پگاه‌راد، فریبا کلهر، کاظم اخوان، سیدسعید هاشمی، امیرفرشاد ابراهیمی، محسن مؤمنی‌ شریف، علیرضا متولی، ناصر نادری، مجید ملامحمدی، کاظم مزینانی، محمدرضا بایرامی، بیوک ملکی(سحر)، طاهره ایبد، محمدرضا کاتب، فروزنده خداجو، احمد غلامی، حسین فتاحی، خسرو باباخانی، نقی سلیمانی، فریدون عموزاده خلیلی، آرتین صابری، حمید هنرجو، غلامرضا بکتاش، مژگان مشتاق، اعظم کاوه، محمد مهدوی شجاعی، آناهیتا آروان، حمید محمدی، محمدرضا میرکیانی، مجید عمیق، متین پدرامی، داود غفارزادگان، احمد دهقان، حبیب لزگی، داوود امیریان، شهرام شفیعی، محمد عزیزی(نسیم)، محمدرضا اصلانی، ابراهیم زاهدی مطلق، محمد ناصری، عبدالمجید نجفی، اسداللّٰه شعبانی، محمدرضا یوسفی، احمد نصیرپور، فریبا نباتی و...

## الهام‌بخشی
مجلّهٔ کیهان بچّه‌ها به‌ عنوان قدیمی‌ترین نشریهٔ ویژهٔ کودکان و نوجوانان ایران، الهام‌بخش نشریات دیگری نیز بوده است؛ از جمله: «کودک مسلمان بلوچ، شاهد کودکان، سروش کودکان، ملیکا، پوپک، سلام بچّه‌ها، باران، سنجاقک، نهال و امید انقلاب، دوست کودک، دوست نوجوان، باغ (افغانستان) و...»